# Anopsicus jeanae
Anopsicus jeanae là một loài nhện trong họ Pholcidae. Loài này được phát hiện ở México.